# Het verdwijneiland
Tom Poes en het verdwijneiland of kortweg Het verdwijneiland is het zesde verhaal van de Bommelsaga, geschreven en getekend door Marten Toonder. Het verhaal verscheen voor het eerst op 18 oktober 1941 en liep tot 19 november 1941 in stroken in De Telegraaf. Thema is de gevaarlijke zeevaart.
In dit verhaal debuteren twee min of meer vaste personages: kapitein Wal Rus van de Albatros en de kwaadaardige professor Sickbock.

## Samenvatting
Zeven schepen van de rederij Bruin zijn verdwenen. Heer Bommel nodigt Tom Poes uit om mee te varen op de Vliegende Walvis, maar Tom Poes blijft liever thuis.  Een paar dagen later krijgt Tom Poes een telegram van politiecommissaris Bulle Bas, waarin staat dat de Vliegende Walvis nu ook is verdwenen bij de Stormklip. De commissaris laat een negende schip uitvaren, de Albatros onder kapitein Wal Rus. Tom Poes gaat graag mee om zijn vriend te zoeken. Eenmaal op zee begint het kompas raar te doen, het wijst naar het westen. Ook vaart het schip die richting uit, ondanks de koers naar het zuiden. Uiteindelijk verschijnt er een onbekend eiland, een magnetische kracht zorgt ervoor dat het schip wordt aangetrokken. De marconist kan nog een noodsignaal uitzenden en Tom Poes verstopt zich. 
De bemanning wordt gevangengenomen en de lading wordt weggehaald. Alleen Tom Poes, die zich aan boord in een kist had verstopt, is nog vrij en gaat op onderzoek uit. Niet veel later wordt hij alsnog opgepakt door Pietje Kolibrie, die hem bij de baas brengt, professor Sickbock. Laatstgenoemde legt Tom Poes de werking van zijn kunstmatig eiland uit, inclusief de hendel die ervoor zorgt dat het eiland naar de oppervlakte kan komen. Als er een tiende schip bij het eiland arriveert, ziet Tom Poes dat dit een politieboot is met commissaris Bulle Bas en brigadier Snuf. Hij trekt aan de hendel. Dat geeft veel commotie op het eiland en de schurken kunnen het net gearriveerde schip niet in de gaten houden. De politie doet een inval op het eiland, bevrijdt de gevangen bemanning en overmeestert het grootste deel van de zeerovers. Professor Sickbock en Pietje Kolibrie weten echter te ontsnappen.
De gevangen bemanning wordt bevrijd en de zeerovers worden opgesloten in de door hen gekaapte schepen. Ook heer Bommel wordt bevrijd.
De bevrijde schepen varen terug naar Rommeldam en commissaris Bulle Bas gaat door met het zoeken naar de twee voortvluchtigen op het eiland. Heer Bommel en Tom Poes varen mee op de Albatros. Heer Bommel mist zijn slotmaaltijd, maar kapitein Wal Rus redt het eten met snert van de kok.

## Achtergronden
- Kort voor het uitbreken van de Tweede Wereldoorlog was Marten Toonders vader, die scheepskapitein van beroep was, de haven van Rotterdam uitgevaren. Op het moment dat dit eerste verhaal met kapitein Wal Rus erin uitkwam, wist Toonder niet waar zijn vader zich bevond. Het motief van de verdwijnende schepen is hierop wellicht een toespeling.[2]
- Het verhaal bevat ook een subtiele hint op de duikbootoorlog, op dat moment een zeer actueel onderwerp.

## Voetnoot
1. ↑  https://www.heerbommel.info/verhalen/heer-bommel-tom-poes/tom-poes-en-het-verdwijneiland
2. ↑  Meer avonturen van Tom Poes. De Bezige Bij (2015). ISBN 9023493206.